# Telluride Ski Resort
Telluride Ski Resort är en vintersportort vid Mountain Village utanför Telluride i delstaten i Colorado i USA. Telluride Ski Resort (Tel Ski) köptes 1999 av Joe Morita, för att 2003 köpas upp av en privat grupp, där aktiemajoriteten ägdes av Newport Federal (Chuck Horning, Summerly Horning).

### Fotnoter
1. ↑  ”Telluride Ski & Golf Resort”. Arkiverad från originalet den 10 januari 2014. https://web.archive.org/web/20140110212829/http://www.telluridefoundation.org/index.php?page=telluride-ski-golf-resort. Läst 18 februari 2014.